# T. C. Narendran

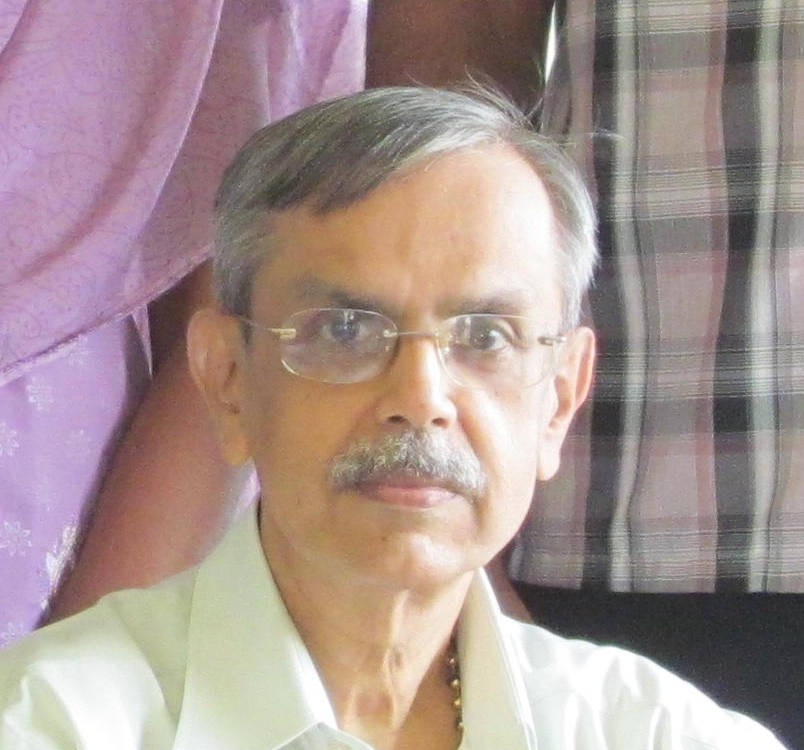
Professor Narendran

T. C. Narendran (Thekke Curuppathe Narendran; * 24. Februar 1944 in Trichur, Britisch-Indien; † 31. Dezember 2013) war ein indischer Biologe.

## Leben
Er war Professor für Zoologie an der University of Calicut in Kozhikode im indischen Bundesstaat Kerala. Schwerpunkt seiner wissenschaftlichen Arbeit war die Taxonomie der Insekten, insbesondere der parasitären Hautflügler. Er war Entdecker und Erstbeschreiber von 1.043 Insektenarten.

## Veröffentlichungen
- Indian chalcidoid parasitoids of the tetrastichinae (hymenoptera: eulophidae), 2007, ISBN 978-81-8171-172-4